# Útěk z L.A.
Útěk z L.A. (v anglickém originále Escape from L.A.) je americký hraný film z roku 1996. Natočil jej režisér John Carpenter a jde o sequel jeho snímku Útěk z New Yorku (1981). Hlavní roli, postavu jménem Snake Plissken, zde opět ztvárnil Kurt Russell. V dalších rolích se představili například Steve Buscemi, Stacy Keach a Peter Fonda. Ve filmu byly použity písně například od kapel Sugar Ray, Butthole Surfers a White Zombie.